# Тяньшаньская полёвка
Тяньшаньская полёвка  (лат. Myodes centralis) — это вид грызунов из рода лесных полёвок (Myodes) подсемейства Arvicolinae. Встречается на Тянь-Шане в Казахстане, Кыргызстане и на северо-западе Китая.

## Систематика
Отчётливый вид, родственный европейской рыжей полёвке M. glareolus. Признается большинством систематиков, однако Б. А. Кузнецов и Г. Б. Корбет включали его в состав  M. glareolus. Аллозимный анализ показал, что действительно M. centralis и M. glareolus наиболее близки друг другу из всех других континентальных видов Myodes, но веских оснований для объединения столь далёких видов нет. Окончательно вопрос о видовом статусе был решён с помощью гибридологических эксперимернтов. Оказалось половая изоляция этих видов совсем не меньше, чем между другими видами рода. Гибриды образуются с трудом и их развитие сопровождается значительными нарушениями онтогенеза. Самцы, полученный при любых комбинациях скрещивания, всегда оказывались стерильными.
Этот вид был описан с разницей в два года двумя исследователями — американцем Джерритом Смитом Миллером, как Evotomys centralis, и англичанином Олдфилдом Томасом, как Evotomys frater.  Некоторые российские  и китайские  исследователи все ещё используют название "frater", которое является младшим синонимом.

## Описание
Тяньшаньская полевка близка по размерам рыжей полевке, длина тела взрослых животных 10,1 до 12,0 см, длина хвоста   от 4,1 до 5,6 см. Но по сравнению с рыжей полёвкой тяньшаньская более длиннохвостая, хвост до 62% длины туловища. Ржавые и красновато-коричневые тона в окраске спины выражены слабо. Преобладающий тон буро-серый. Хвост двухцветный, но в меньшей степени, чем рыжей полевки и несколько лучше оволосён. Длина задней ступни составляет от 17 до 19 миллиметров, длина ушной раковины - 13-16 миллиметров. Бока тела и голова более светлые серо-коричневые с легким желтоватым оттенком, они сливаются в серо-песочным брюшком. Верхняя часть кистей и стоп буровато-белая.
Череп "ювинильного облика", чем опять же сходен с таковым у рыжей полёвки. Отличается от него  более мелкими слуховыми барабанами, несколько более высокой и широкой мозговой частью. Коронки коренных: переднего отдела M1 и число зубцов M3 в общих чертах такие же, как и M. glareolus. Так моляр M3 обычно имеет три складки со стороны языка и две складки со стороны губ.
Os penis более массивна по сравнению с такой у самцов рыжей полёвки, у тяньшаньской полёвки она сильнее расширена в дистальной и проксимальной частях.

## Распространение
В Казахстане тяньшанская полёвка встречается на хребтах Заилийский Алатау и Кунгей-Алатау, Кетмень и Джунгарский Алатау. Всюду она тесно связана с поясом елового леса и заходит выше его границы на 600-800 м до ближайших куртин ели, вниз незначительно спускается в лиственные леса и дикие яблочники. В Киргизии обитает преимущественно в еловых лесах Терскей и Кунгей Ала-Тоо, в горах Чон-Кемина, Киргизского хребта. Отмечена в пойменных лесах вдоль рек Ат-Баши, Нарын, Кочкорка, Сусамыр, на побережье Иссык-Куля.  В Китае вид отмечен только в северо-западном Синьцзяне.

## Образ жизни
В восточном Тянь-Шане обитает на высотах 1300-2900 м над уровнем моря. Численность не бывает особенно высокой. Наивысшая численность отмечена на каменистых россыпях с отдельными елями у верхней границы лесного пояса (до 25% попадания в ловушки).
Питается зелёными частями растений. В первую очередь  съедает цветки и соцветия. В годы хорошего урожая ягод  и семян ели активно поедает их. Подбирает плоды рябины (Sorbus aucuparia) и шиповника сбитые птицами. При поедании семян ели из шишек (в отличие от рыжей полёвки) срезает чешуйки у самого стебля, оставляя голый стержень. Зимой грызут кору рябины, жимолости, арчи. Может поедать животную пищу, но, по-видимому, большой роли в рационе она не играет.
Активна преимущественно в сумерках и в ночное время, но в пасмурные дни появляется на поверхности и днём. В светлое время суток осторожна, кормится только в укрытиях, под навесом камней. 
Убежища устраивает в гнилых пнях, под корнями деревьев и ли под камнями. У отверстий нор заметны утоптанные дорожки, кучки стебельков, остатки не съеденных листьев. Гнездо помещается в камере 25-35 см и состоит из стеблей и листьев растений. Зимой строит подснежные гнезда полушаровидной формы высотой 10-12 см, шириной 14-16 см.

## Размножение
В Казахстане сезон размножения этого вида составляет около 7 месяцев - с начала марта до конца сентября. Сроки сильно варьируют в зависимости от экспозиции и высоты склона. Ранней всеной размножается не более 22-34% самок. Массовое размножение начинается в июне. Самки приносят за сезон до 3-4 выводков. Число детенышей в помете от 2 до 7 в Заилийском Алатау, и от 2 до 9 в Джунгарском Алатау. Средней размер выводка у взрослых самок варьирует от 4.5 до 5.3. До 10-11% и самцов, и самок этого сезона рождения могут участвовать в размножении. Средний выводок у прибылых самок 3.6 детеныша. 
Вес детенышей при рождении 1.5 г. На третий день у них заметно пигментируется кожа, на пятый - они покрываются шерсткой. К шестому-седьмому дню прорезываются резцы, на 11-12 день открываются глаза и ушные проходы. При весе 17-18 г, то есть на 35-40 день, начинается ювенильная линька, а часть самцов  приступает к размножению.

## Хищники
Наиболее значимый хищник - это горностай (до 13-25% в питании). В питании каменной куницы тяньшаньская полевка также играет существенную роль (9.5-29.1%). Из пернатых питаются этим видом ушастые (11% встреч) и ястребиные совы, мохноногий сыч и обыкновенная пустельга (6.7 %). Численность этих птиц на Тянь-Шане низка, и существенного влияния на популяцию полёвок они не оказывают.
Поедают полёвок щитомордники и узорчатые полозы.

## Статус, угрозы и защита
Тяньшаньская рыжая полевка классифицируется Международным союзом охраны природы и природных ресурсов (МСОП) как вид, "вызывающий наименьшее беспокойство". Это оправдано большим ареалом  и относительно высокой численностью вида. Потенциальные риски для вида неизвестны.